# Laimydorus
Laimydorus är ett släkte av rundmaskar. Laimydorus ingår i familjen Dorylaimidae.
Släktet innehåller bara arten Laimydorus agilis.